# Santuario Shah Abdol-Azim
Il Santuario Shāh ʿAbdol-ʿAẓīm (in persiano شاه عبدالعظیم‎ è un santuario-sepolcro sciita situato a Rey, nel distretto Hażrat-e Abdol-Azim, a sud di Teheran, in Iran. Risale al periodo ilkhanide-safavide-qajar ed è considerato uno dei luoghi più illustri di pellegrinaggio sciita dell’Iran.

## Storia
Il santuario è il luogo d'inumazione di Shah Abdol-Azim, un discendente dell'Imam al-Ḥasan, figlio primogenito del primo Imām sciita, ʿAlī, cugino e genero del Profeta.
Il luogo è costituito da un portale principale che dà accesso a diversi cortili e una moschea. Il monumento principale sarebbe stato restaurato e ampliato nel IX secolo e il portale settentrionale aggiunto durante il periodo dei Buwayhidi. Importanti restauri furono effettuati durante l'era safavide. La copertura dorata della cupola fu realizzata durante il periodo Qajar per ordine di Nasseredin Shah nel 1835. Una delle attrazioni intorno al santuario è il bazar, a nord della tomba dello Shah Abdol-Azim. La prima linea ferroviaria in Iran collegava Teheran con Shah Abdol-Azim.
Diverse figure importanti sono sepolte nel santuario, tra cui lo scià Naser al-Din Shah Qajar.